# Robert Weber (astronom)
Robert Weber, född 1926, död 2008, var en amerikansk astronom.
Minor Planet Center listar honom som R. Weber och som upptäckare av 8 asteroider.
Asteroiden 6181 Bobweber är uppkallad efter honom.

## Asteroider upptäckta av Robert Weber
| 8409 Valentaugustus | 28 november 1995  |
| 11602 Miryang       | 28 september 1995 |
| 12005 Delgiudice    | 19 maj 1996       |
| 23612 Ramzel        | 22 januari 1996   |
| 26906 Rubidia       | 22 januari 1996   |
| 37687 Chunghikoh    | 30 augusti 1995   |
| 39645 Davelharris   | 31 augusti 1995   |
| (285178) 1996 OZ    | 18 juli 1996      |